# TORQUE SKT01
TORQUE SKT01（トルク エスケーティーゼロワン）とは、京セラによって開発された、第4世代移動通信システムに対応したAndroid端末である。

## 概要
本製品は米国では2013年3月（Sprint Torque E6710として）、日本では翌2014年3月に発売された。 

基本的には法人向け端末であり、その場合NTTドコモとの法人契約となるにもかかわらずドコモショップでは取り扱っておらず、ダイワボウ情報システム経由での販売となっている。

上記の通り法人需要を想定した端末ではあるが、NTT-X Store（NTTレゾナントの通販サイト）等の通販サイトで個人向けに販売されている。ただしこの場合、利用者がSIMカードを別途用意する必要がある。

## 搭載アプリ
Google標準アプリ
メーカー提供アプリ
- 省電力ナビ